# Table Harbour
De Table Harbour is een zeearm in de Canadese provincie Newfoundland en Labrador. Hij bevindt zich aan de oostkust van het schiereiland Labrador en huisvest het spookdorp Table Bay.

## Geografie
De Table Harbour is een zijarm van de Table Bay, een relatief grote baai van de Labradorzee in het oosten van Labrador. Het is een kronkelige en vrij smalle zeearm die in westelijke richting zo'n 8 km ver het binnenland in gaat en die fungeert als een natuurlijke haven. De Table Harbour heeft een vrij groot, rond uiteinde waar het kleine spookdorp Table Bay gelegen is.
De toegang tot de Table Harbour wordt aangegeven door Suglo Point in het noorden en een naamloos punt 1,3 km zuidzuidwestelijk daarvan. Net ten noorden van dat punt ligt de opvallende Table Hill.
De natuurlijke haven is enkel toegankelijk voor kleine boten, dewelke naar de toegang kunnen varen via de South Road (met andere woorden via de route ten zuiden van Ledge Island). Boten die de Table Harbour betreden moeten dit met grote voorzichtigheid doen, onder andere door onder water gelegen rotsen.

## Geschiedenis
In de vroege 19e eeuw ontstond er een kleine vissersnederzetting aan het uiteinde van de zeearm. Het kleine gehucht droeg de naam Table Bay en was bewoond tot in het midden van de 20e eeuw, waarna de plaats hervestigd werd. De meeste sporen van het gehucht zijn na vele decennia van leegstand grotendeels overgroeid door het oprukkende woud.